# Майлитогай
Майлитога́й (каз. Майлытоғай) — село у складі Шиєлійського району Кизилординської області Казахстану. Адміністративний центр та єдиний населений пункт Майлитогайського сільського округу.
Населення — 678 осіб (2021; 756 у 2009, 1083 у 1999, 768 у 1989).